# كبودتشي
كبودتشي هي قرية في مقاطعة خلخال، إيران. عدد سكان هذه القرية هو 22 في سنة 2006.